# Glycosmis stenura
Glycosmis stenura är en vinruteväxtart som beskrevs av Benjamin Clemens Masterman Stone. Glycosmis stenura ingår i släktet Glycosmis och familjen vinruteväxter. Inga underarter finns listade i Catalogue of Life.